# ژان سیبلیوس

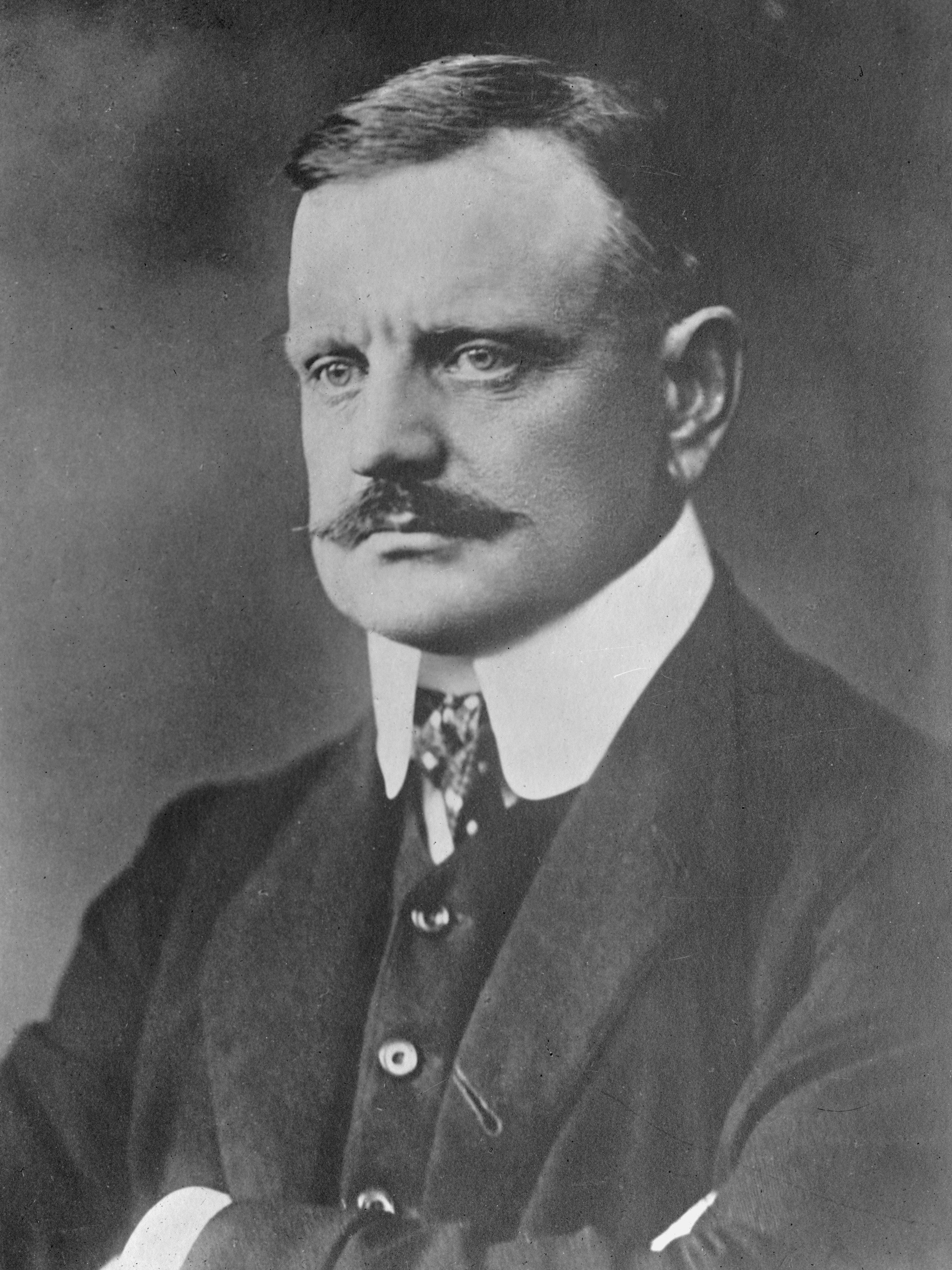
سیبِلیوس در سال ۱۹۱۳

ژان سیبِلیوس (به فنلاندی: Jean Sibelius) (زادهٔ ۸ دسامبر ۱۸۶۵ - درگذشتهٔ ۲۰ سپتامبر ۱۹۵۷) آهنگساز و نوازندهٔ ویولن اهل فنلاند و از محبوب‌ترین چهره‌های موسیقی کلاسیک در سدهٔ نوزدهم و نیمهٔ نخستِ سدهٔ بیستم بود. مهم‌ترین آثار سیبلیوس هفت سمفونی و یک کنسرتو ویولن است. او همچنین یک پوئم سمفونیک ساخت. این اثر براساس افسانه‌های فنلاندی است. از میان این آثار، فینلاندیا و والس تریست بسیار محبوب‌اند.

## پیشینه
سیبِلیوس در خانواده‌ای سوئدی‌زبان در شهر هامنلینای فنلاند، که در آن زمان بخشی از امپراتوری روسیه بود، به‌دنیا آمد. نام او را «یوهان یولیوس کریستیان» گذاشتند و به «یان» معروف بود؛ ولی از دورهٔ دبیرستان، او خود را «ژان» می‌نامید که تلفظ فرانسویِ نام «یان» است. دوران جوانی او مصادف بود با اوج‌گیری احساسات میهن‌پرستانه در فنلاند و اندیشهٔ سیاسی، و آثار هنریِ او از این دوره تأثیر گرفت.
پس از پایان تحصیل در دبیرستان، شروع به تحصیل در رشتهٔ حقوق کرد؛ ولی علاقهٔ او به موسیقی باعث شد که حقوق را رها کند و به مدرسهٔ موسیقی هلسینکی (که اکنون «آکادمی سیبلیوس» نام دارد) رفت. سپس تحصیل موسیقی را در برلین و وین ادامه داد و بعد به فنلاند برگشت. در سال ۱۸۹۷ به او اعانهٔ تشویقی ویژهٔ هنرمندان داده شد تا بتواند وقت خود را صرف آهنگسازی کند.